# Tlmače
Tlmače és una ciutat d'Eslovàquia. Es troba a la regió de Nitra.
La primera menció escrita de la vila es remunta al 1075.

## Demografia
| Godina             | 1994 | 2004    | 2014    | 2024   |
| ------------------ | ---- | ------- | ------- | ------ |
| Nombre de persones | 5440 | 4226    | 3712    | 3507   |
| Diferència         |      | −22,31% | −12,16% | −5,52% |

| Godina             | 2023 | 2024   |
| ------------------ | ---- | ------ |
| Nombre de persones | 3542 | 3507   |
| Diferència         |      | −0,98% |

## Ciutats agermanades
- Saint-Just-en-Chaussée, França[4]

## Galeria d'imatges

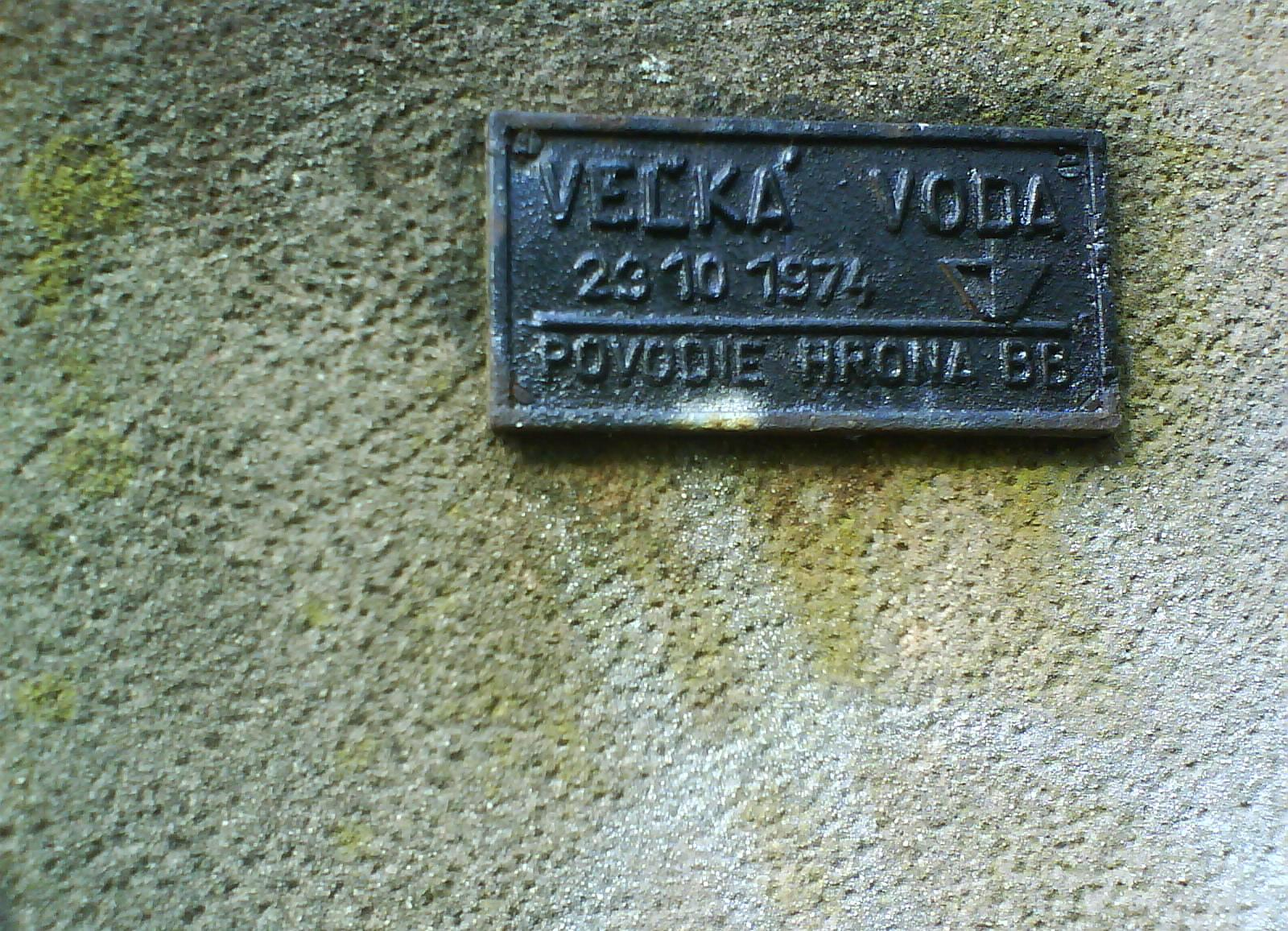
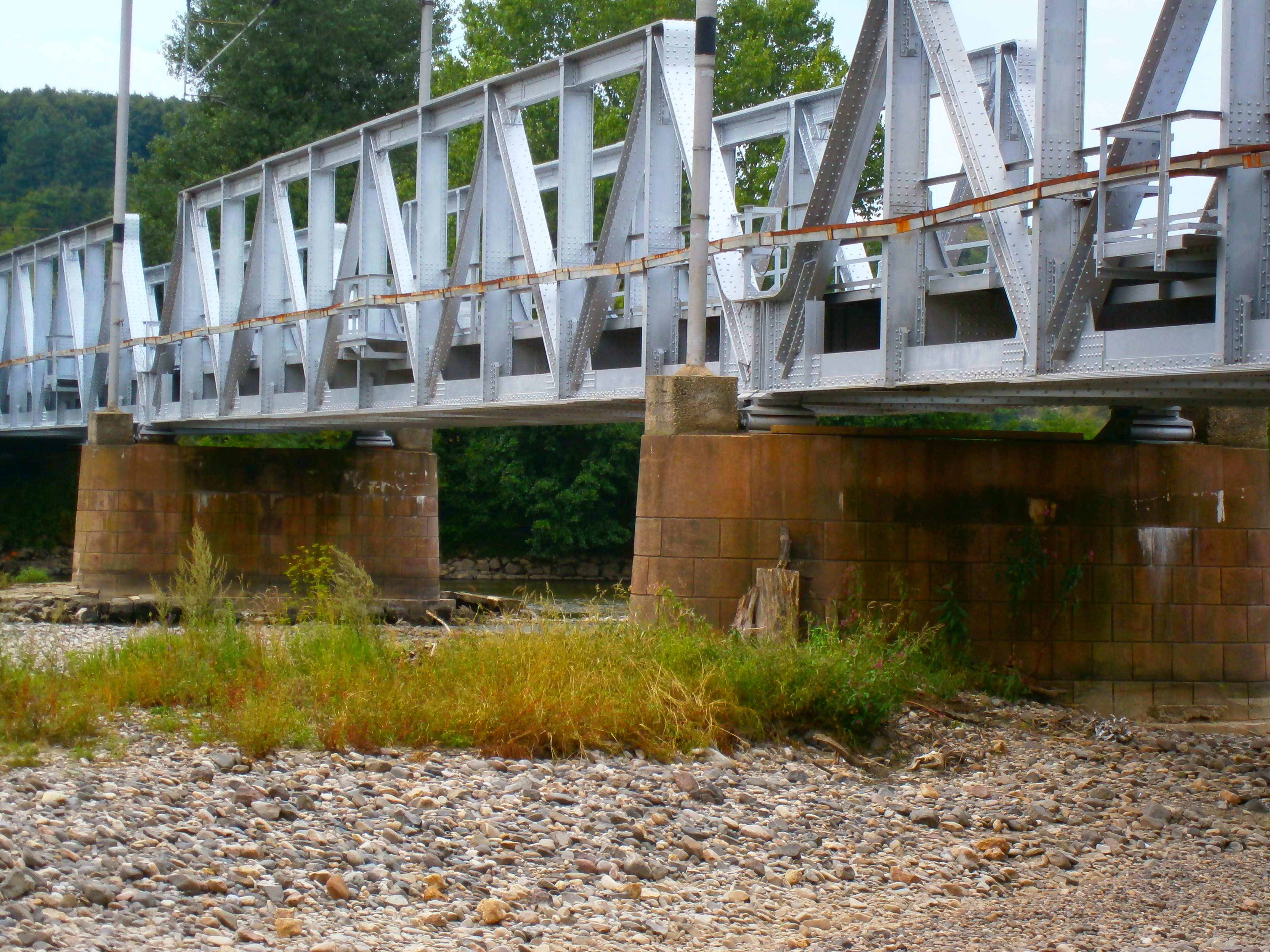
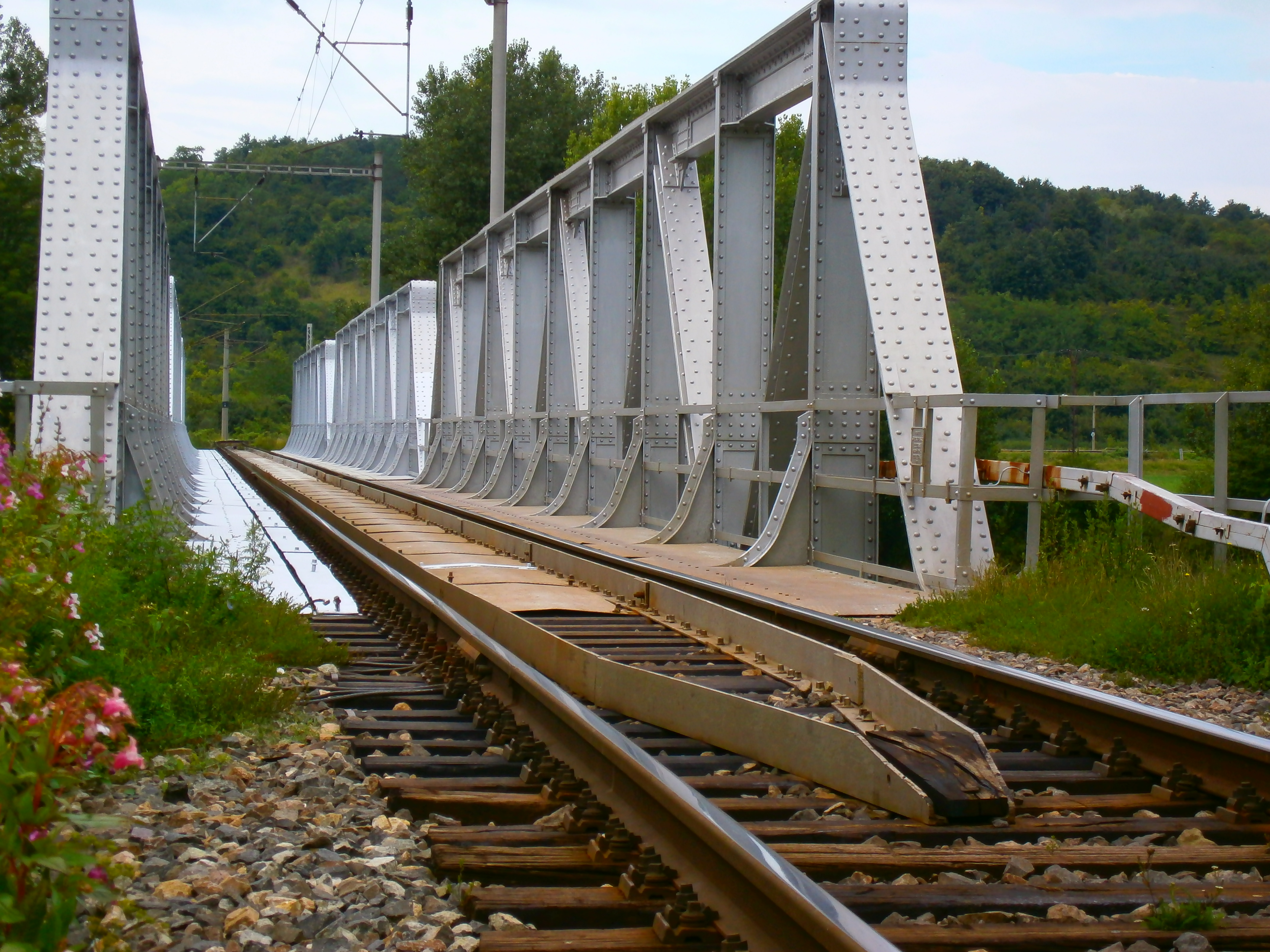
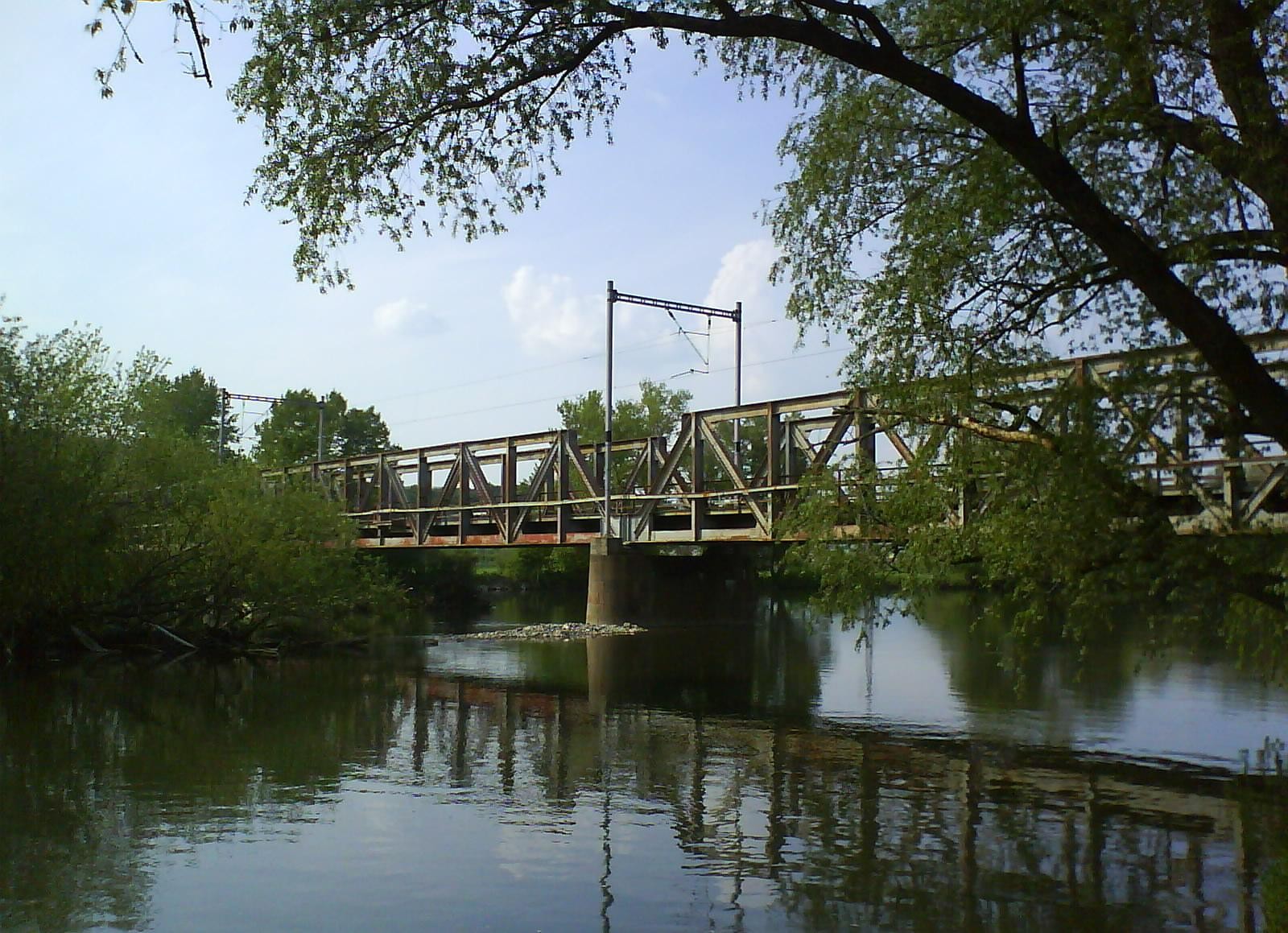
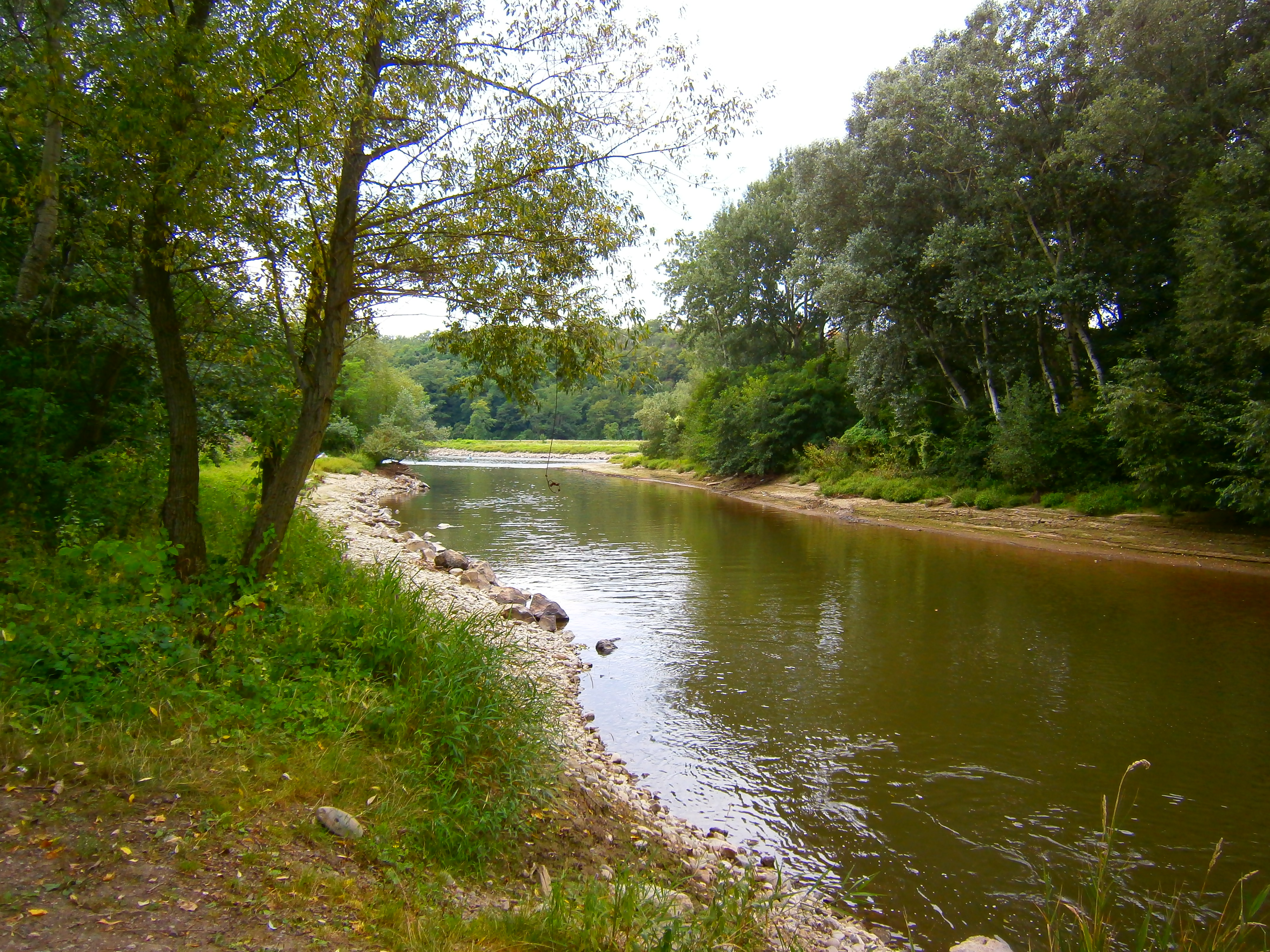
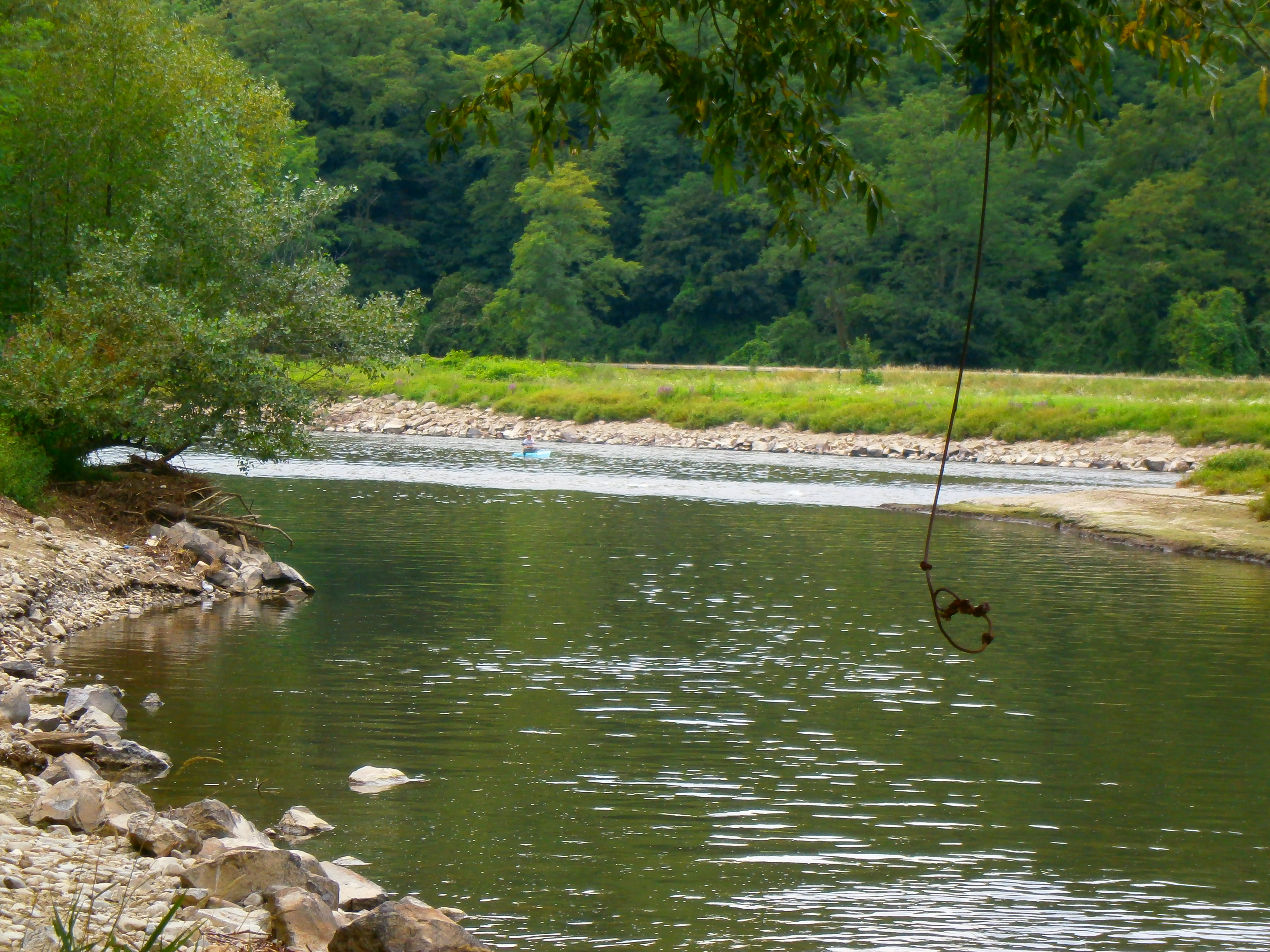
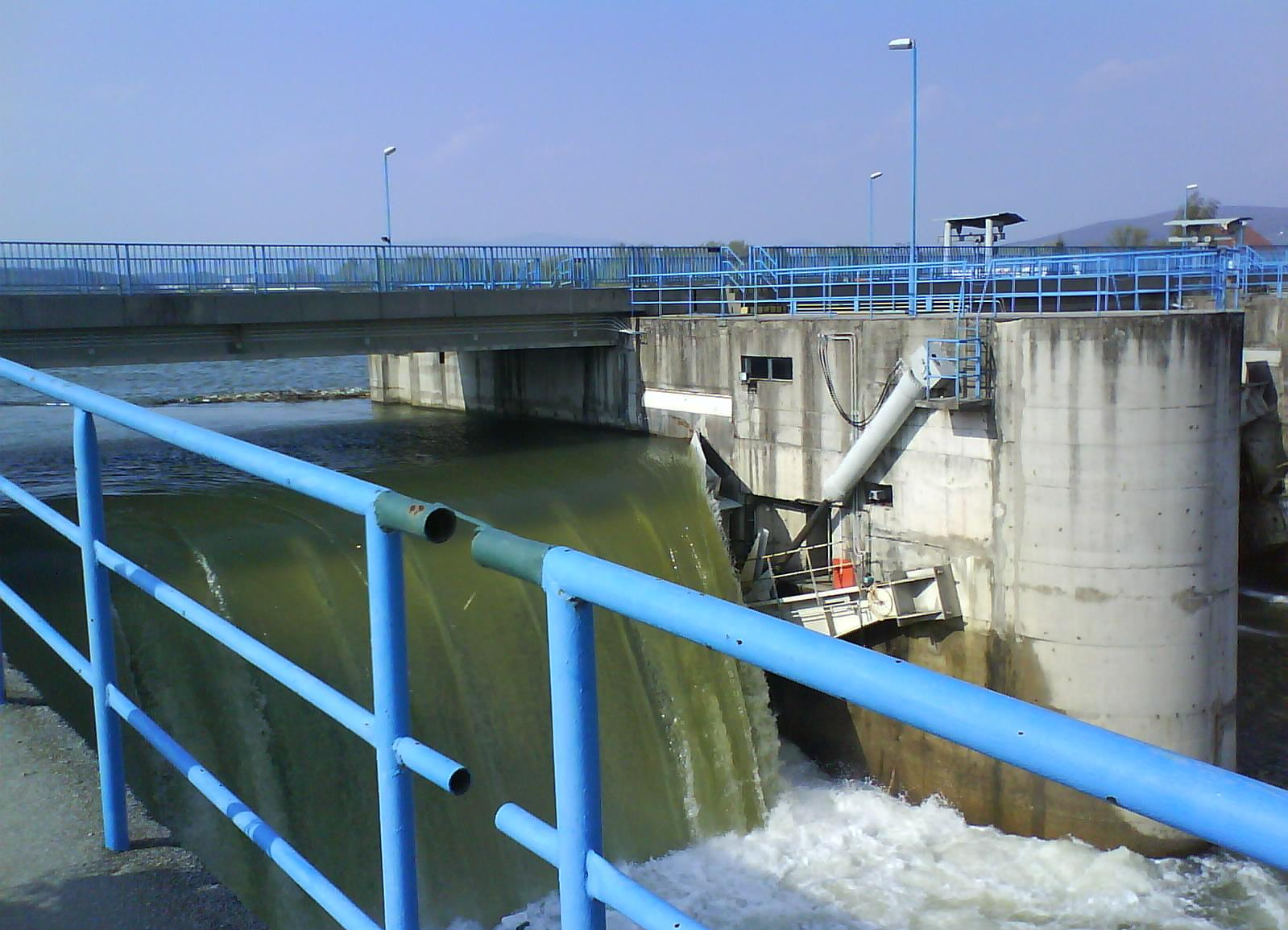
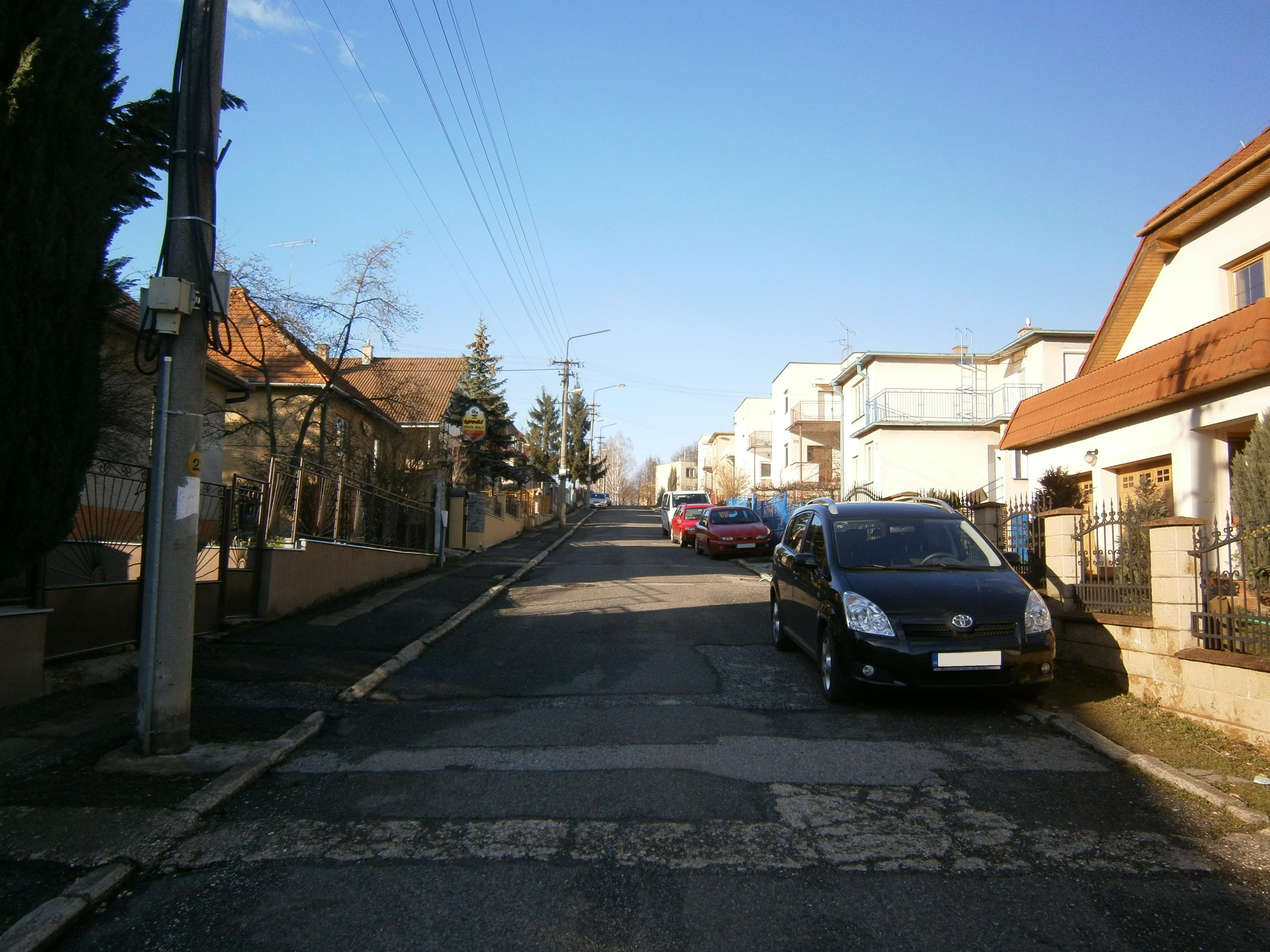
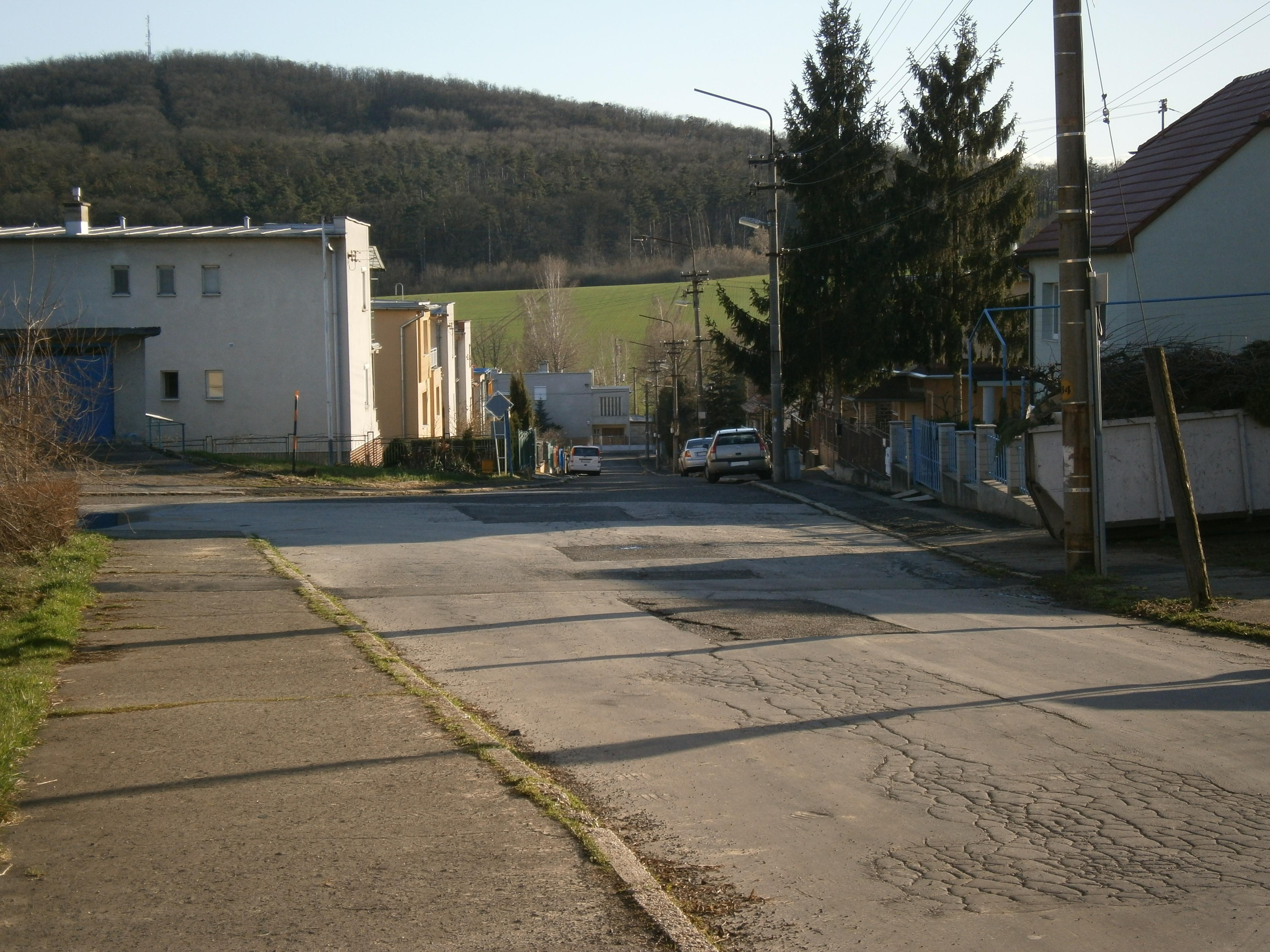
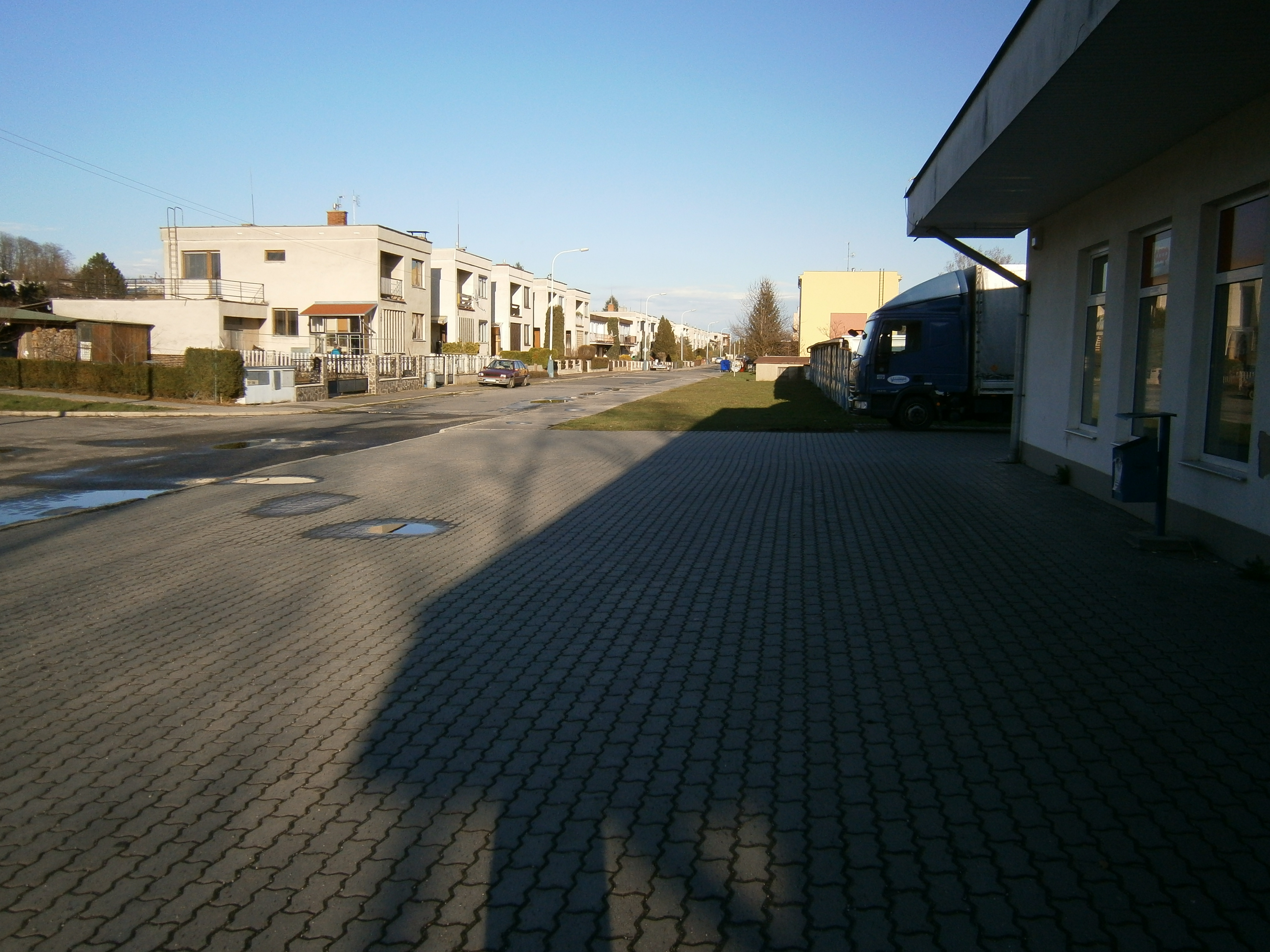
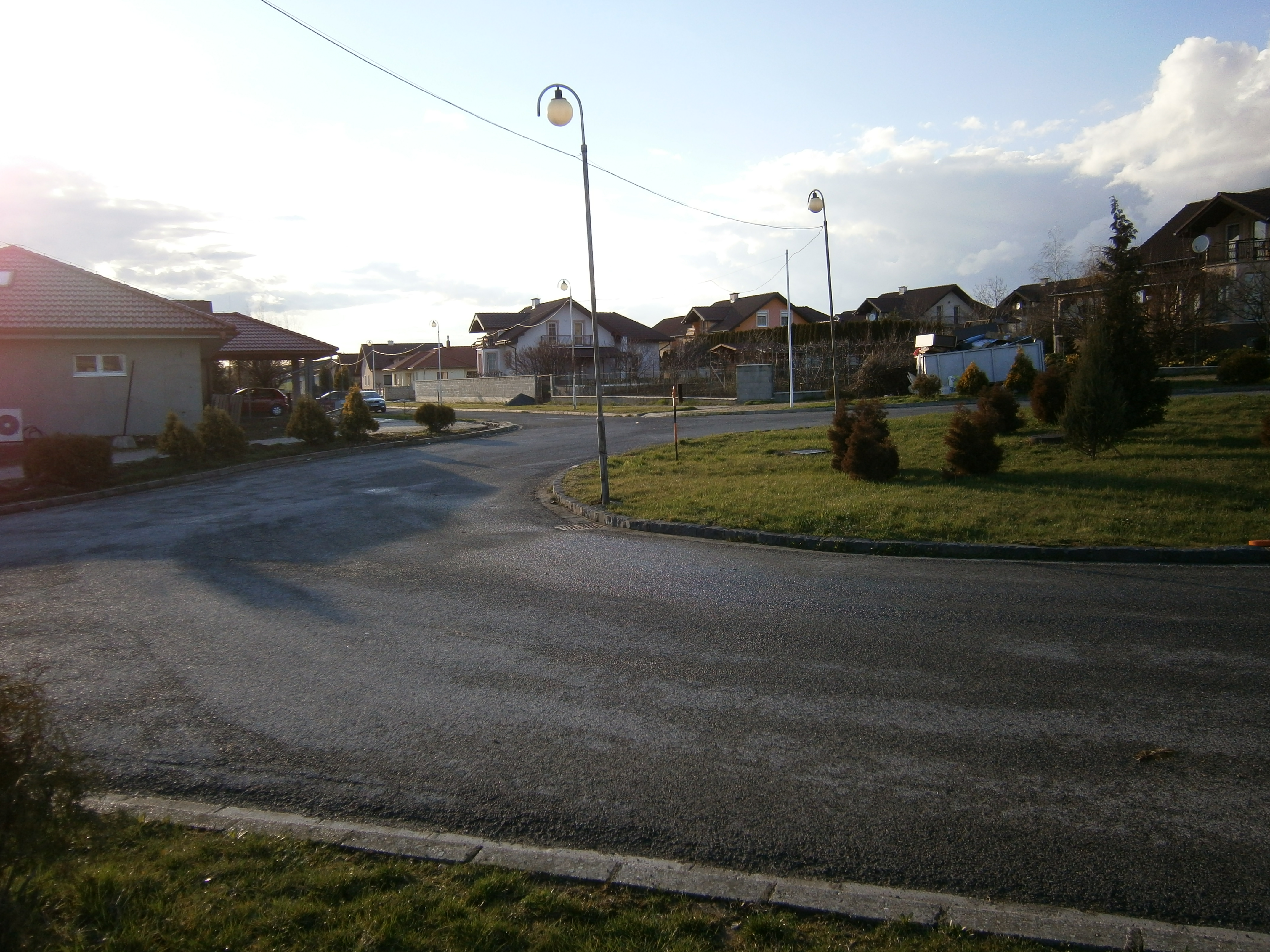
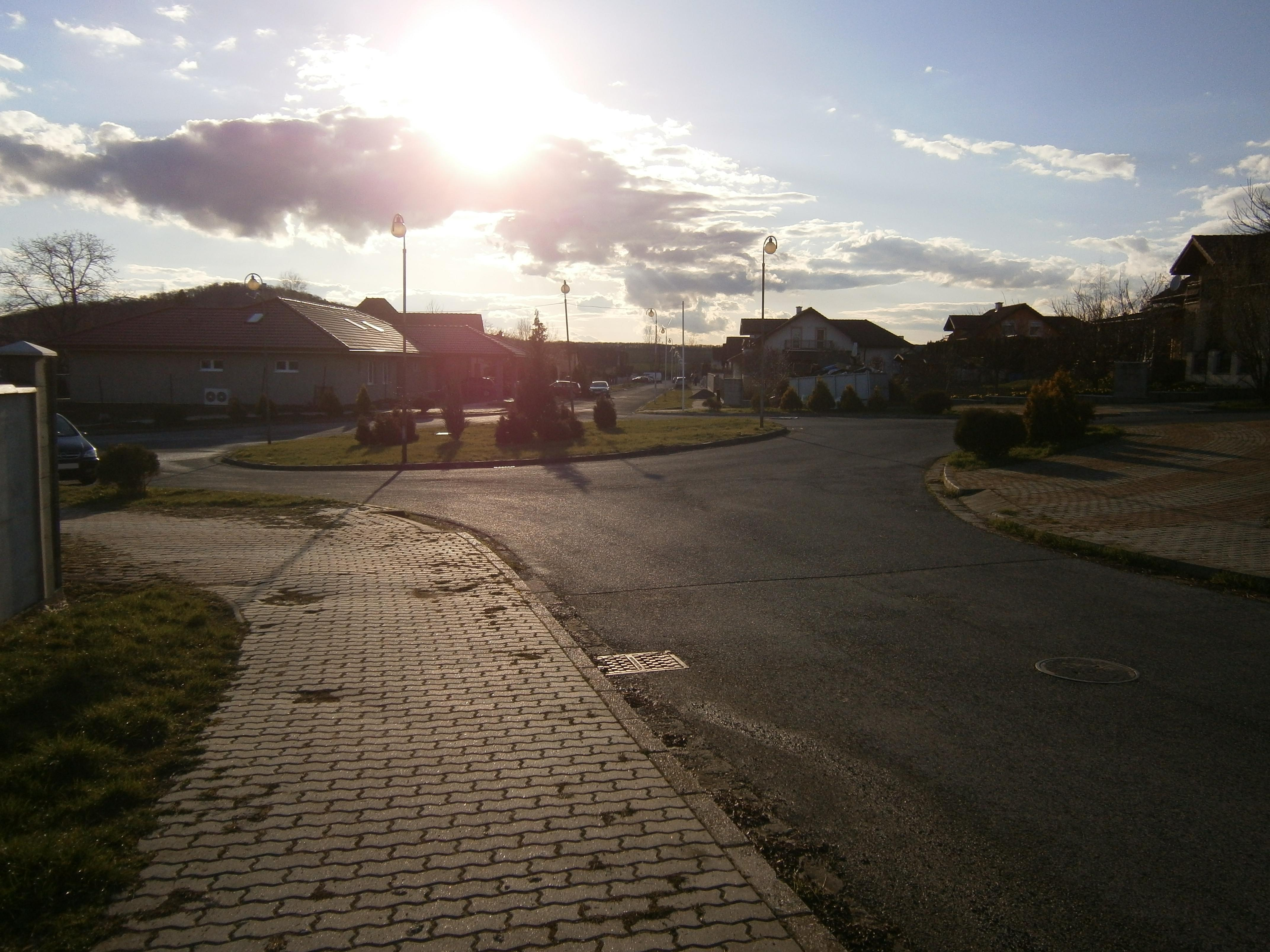
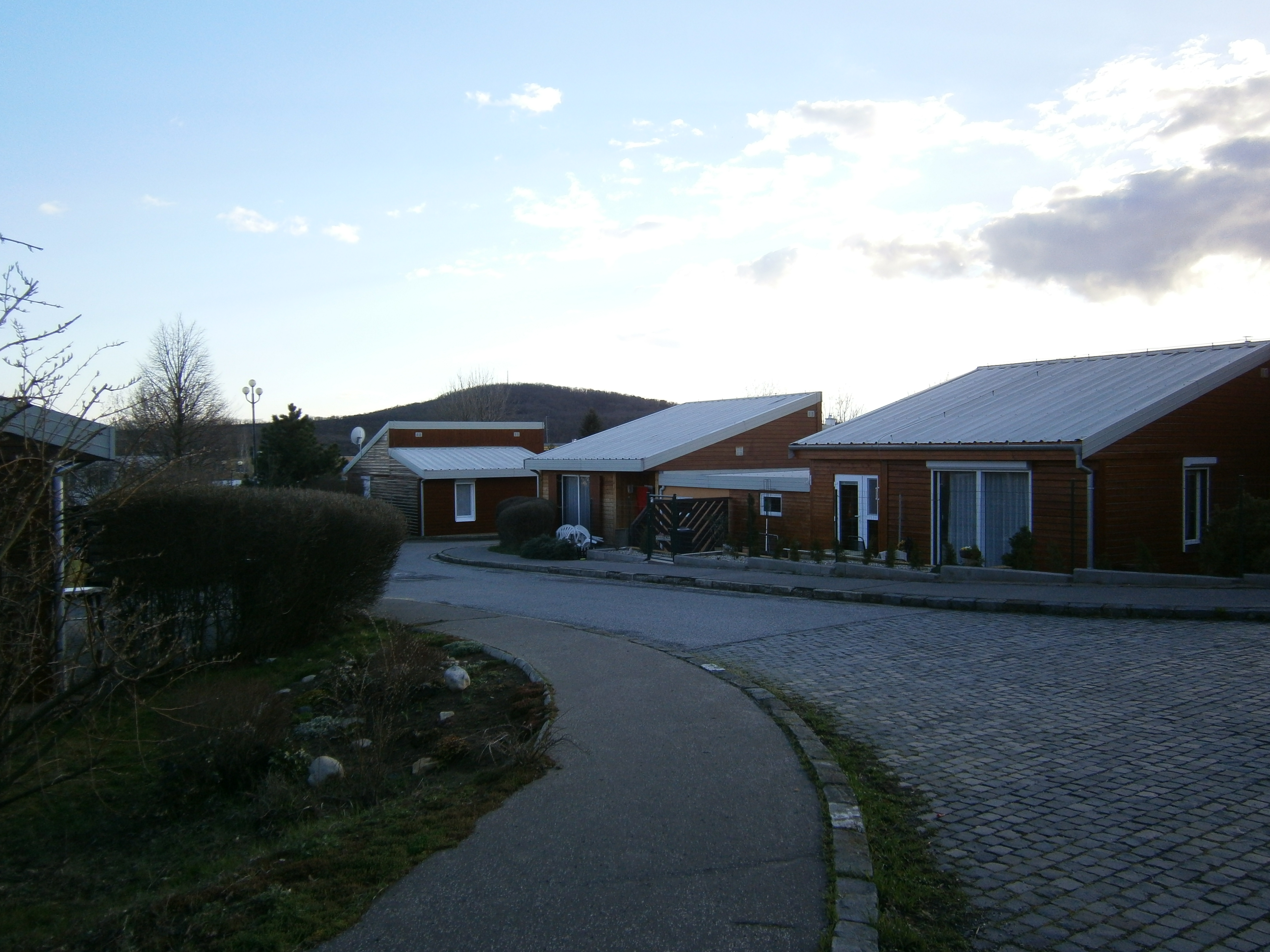
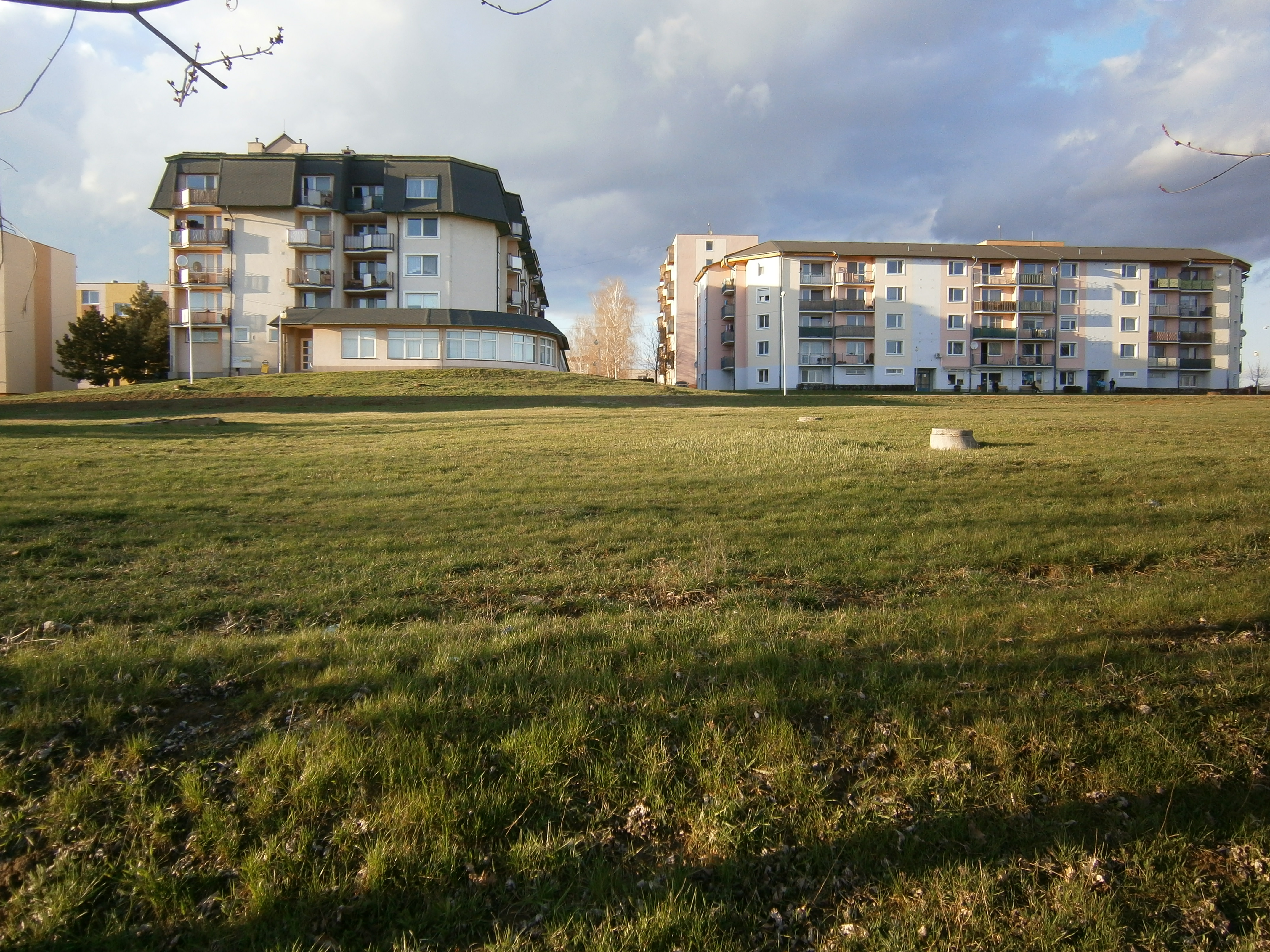
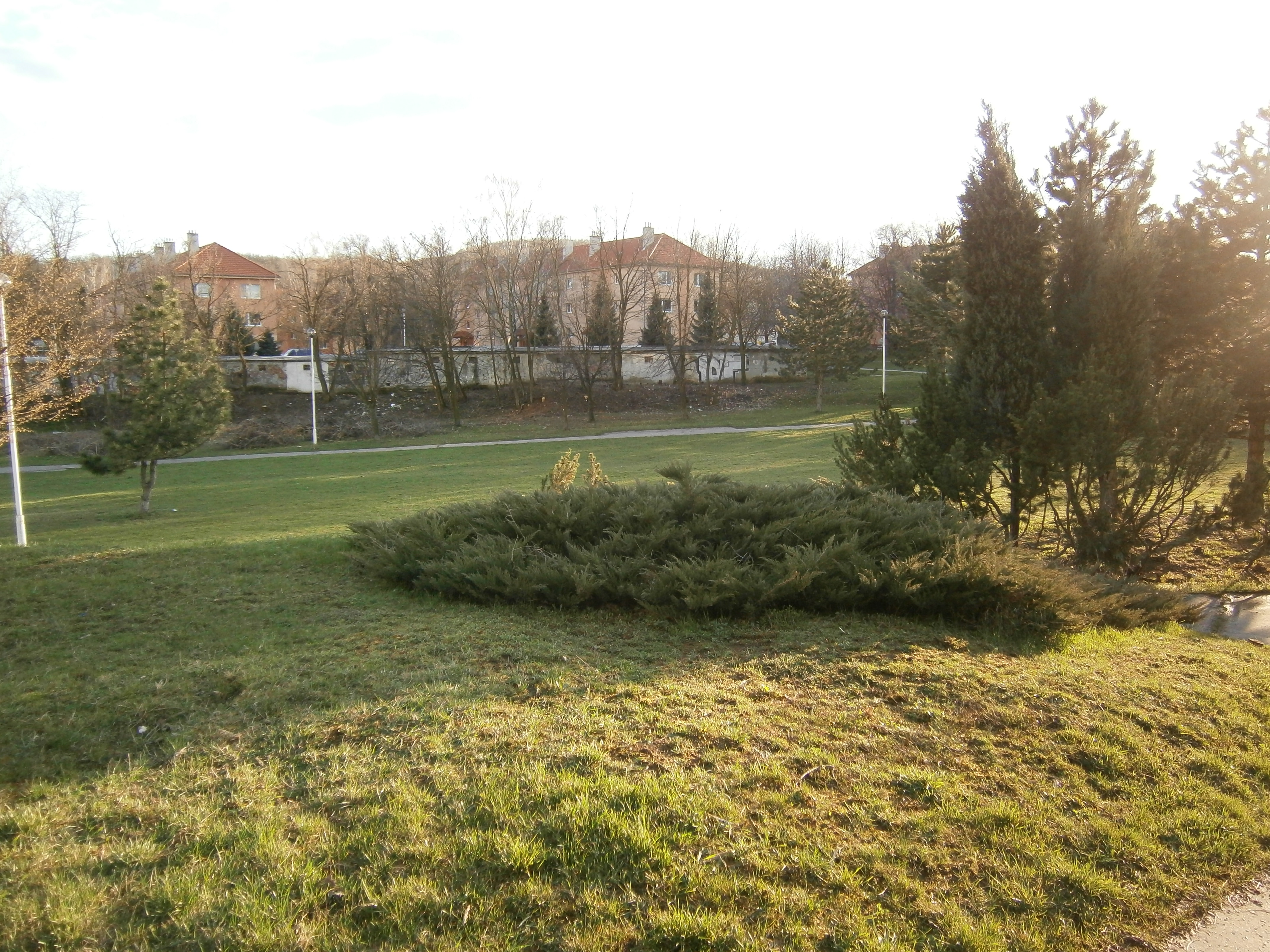
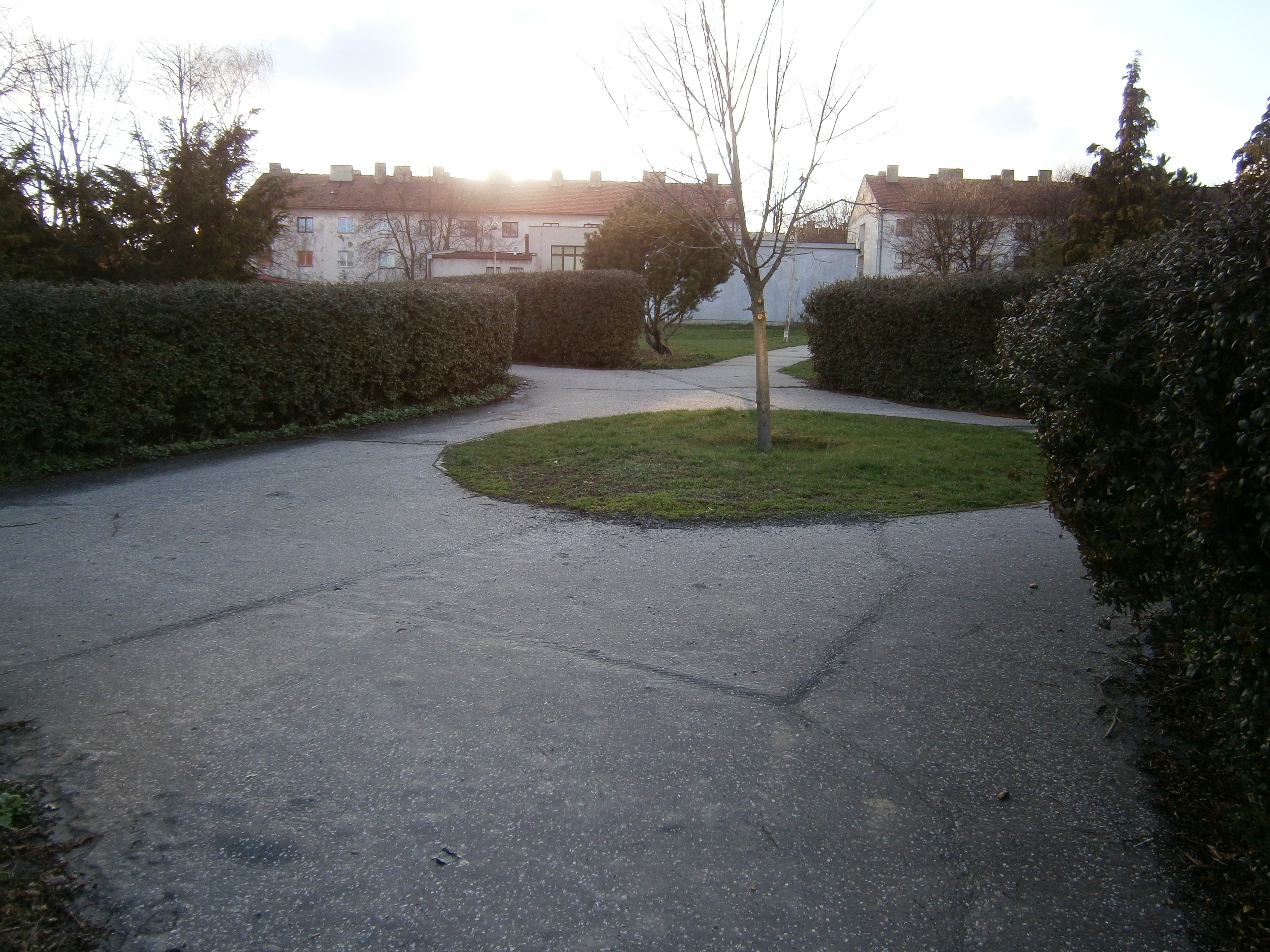
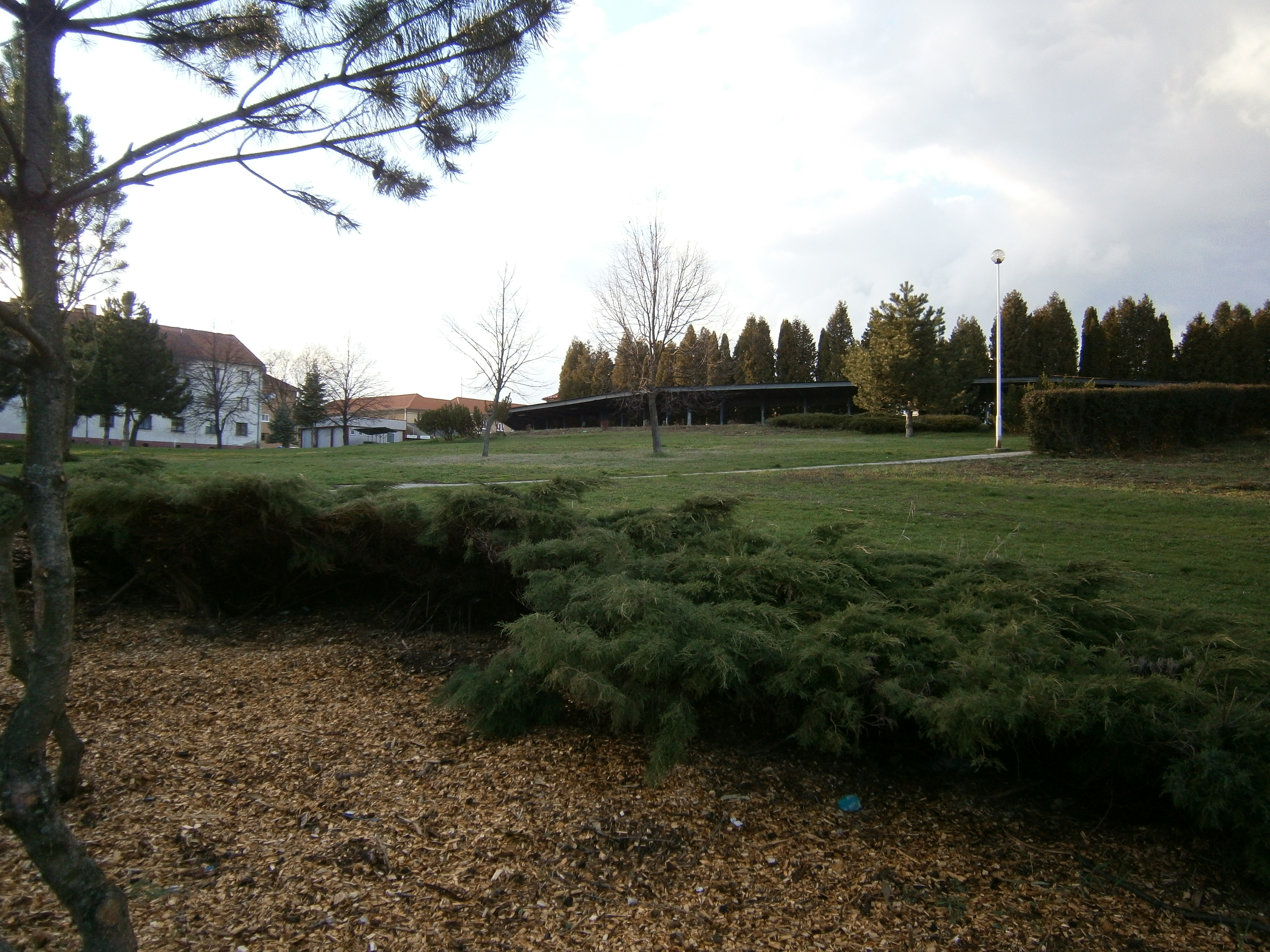
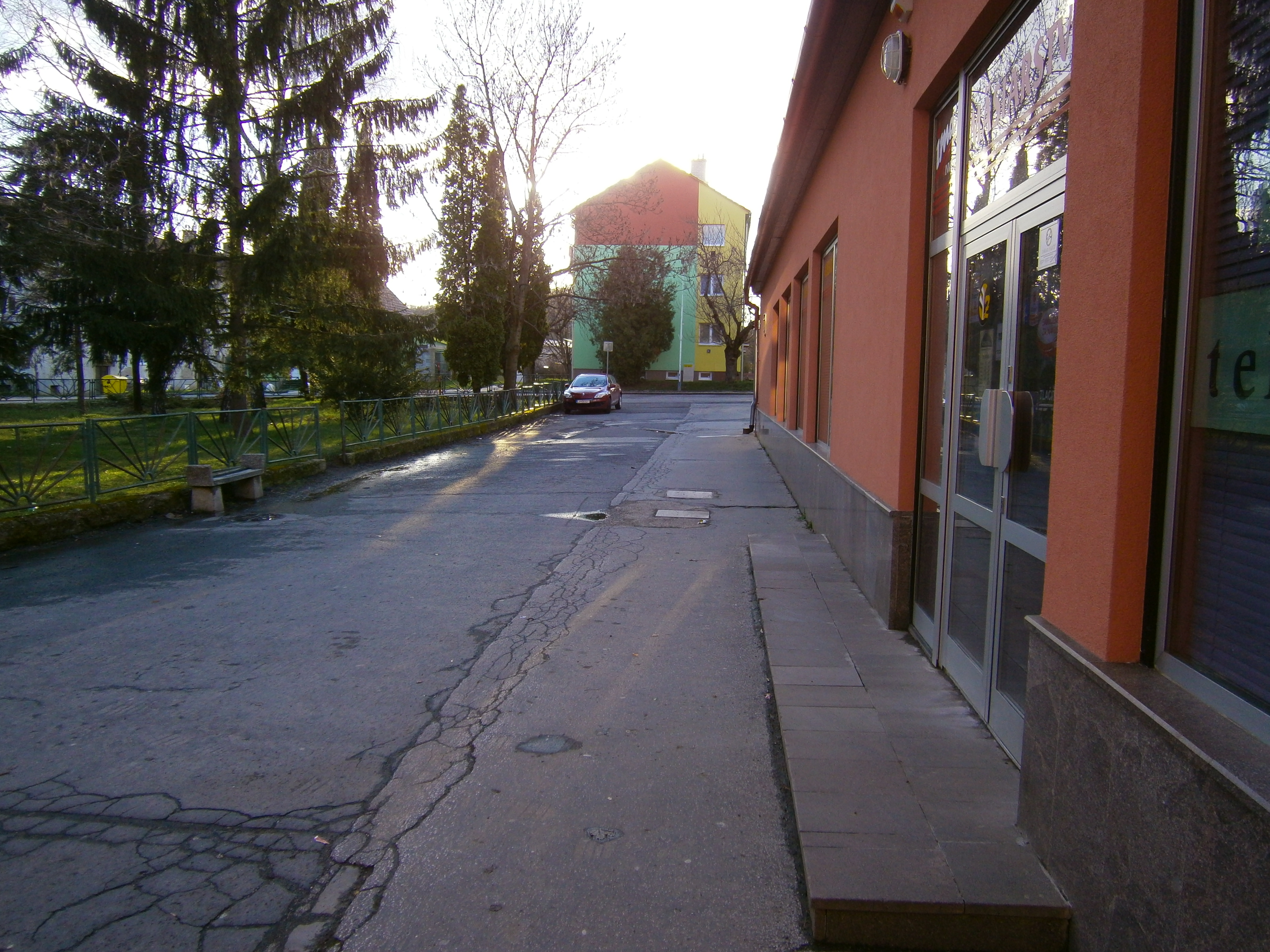
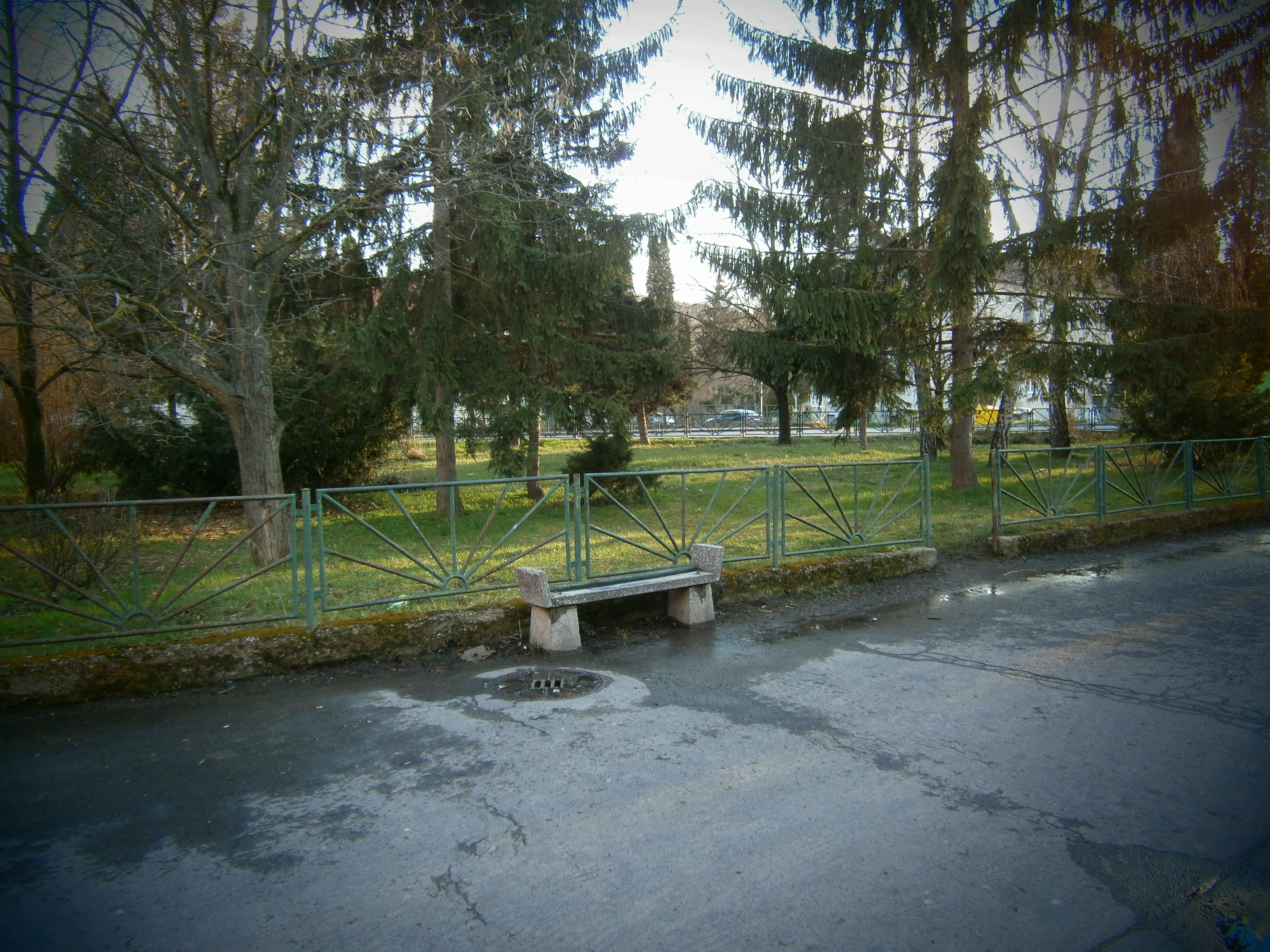
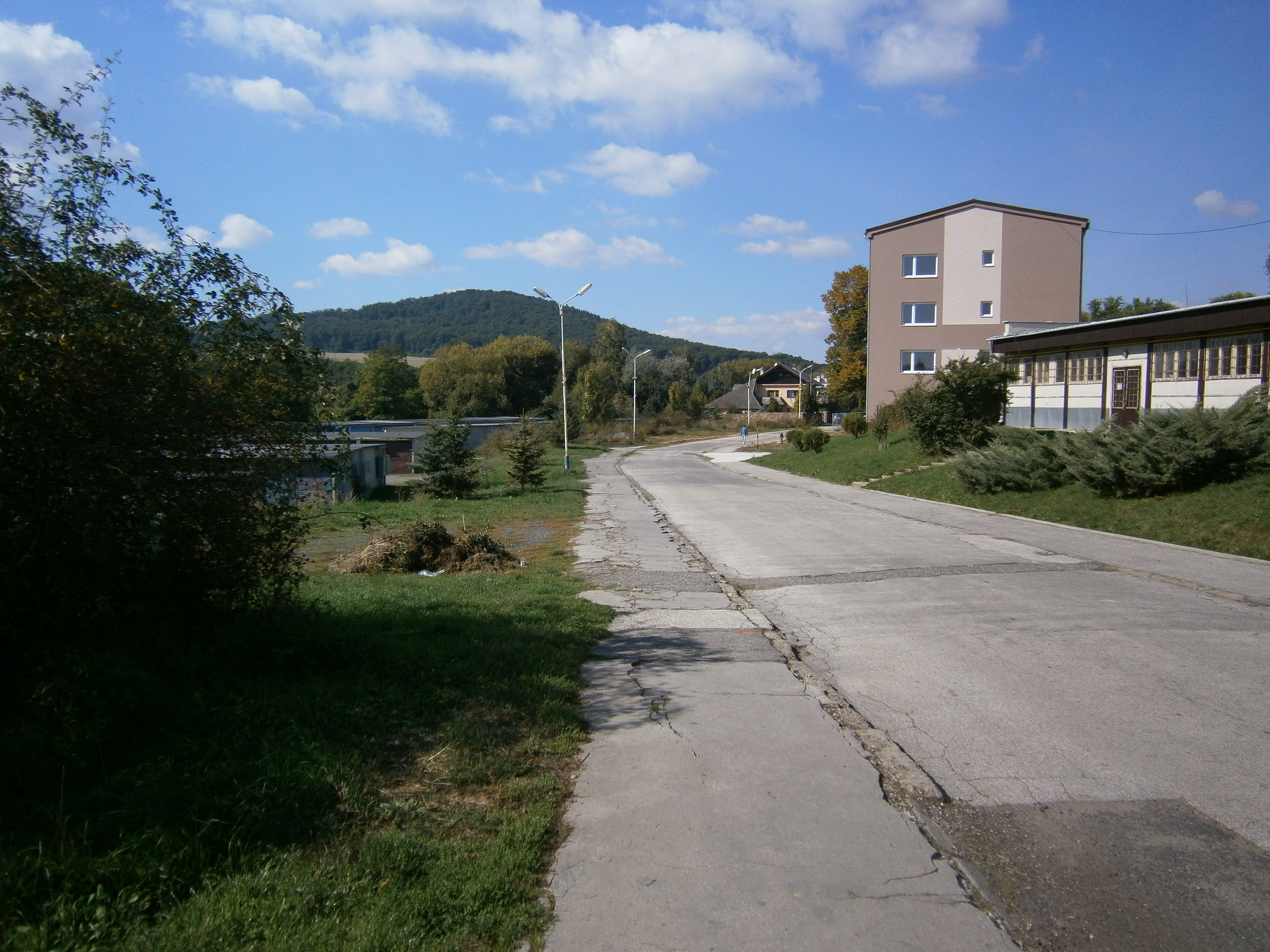
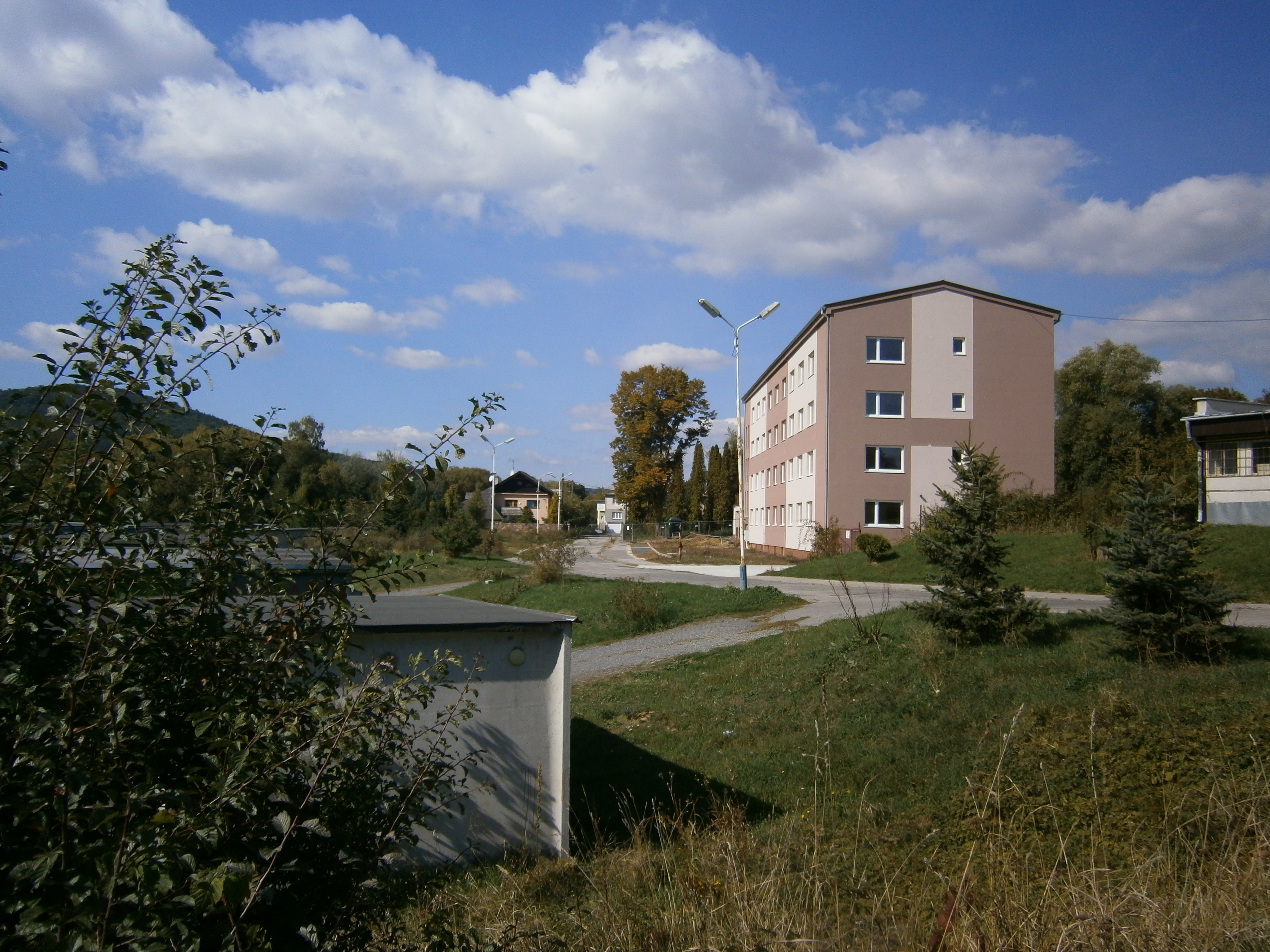
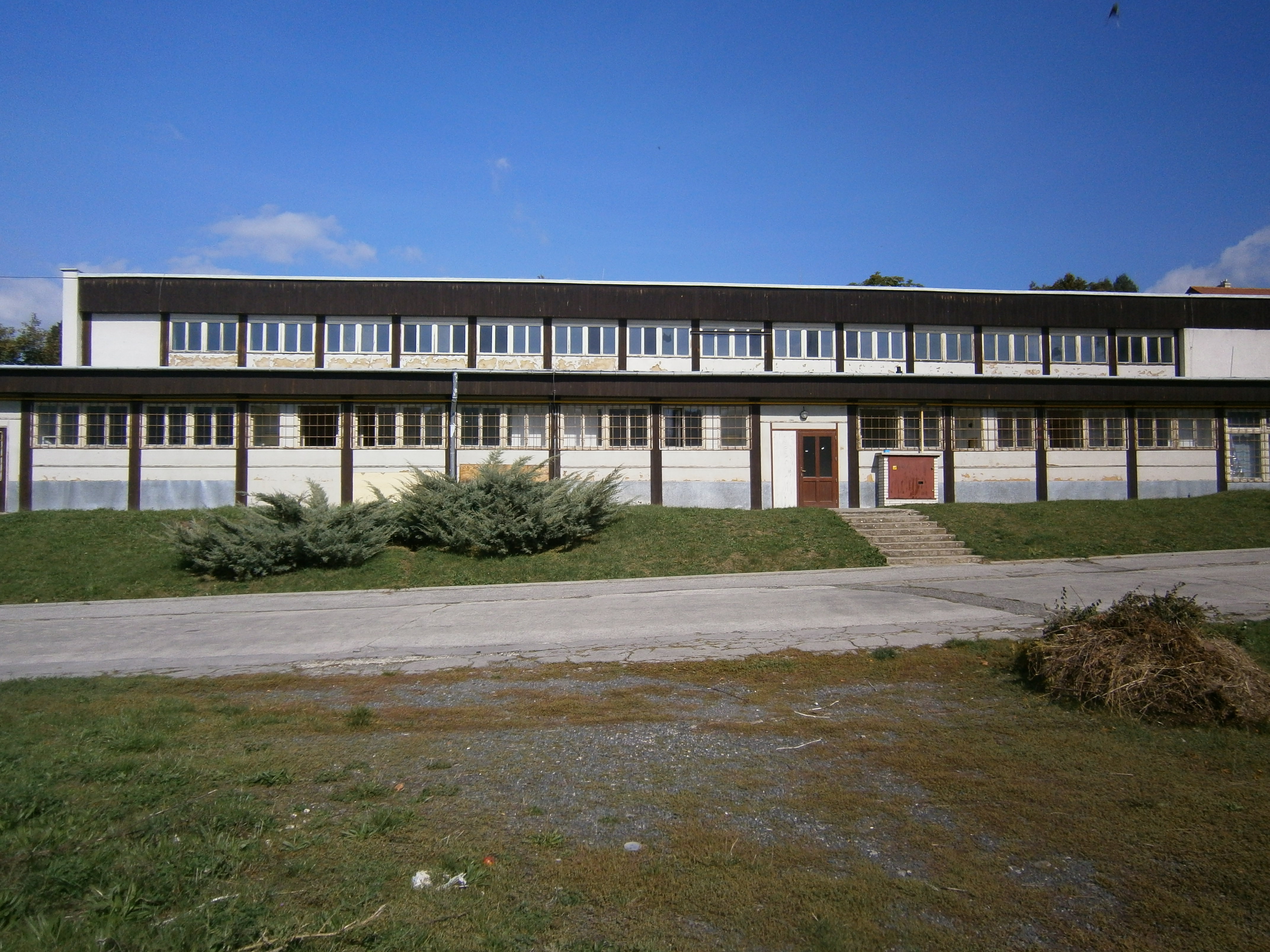